# Dolancourt
Dolancourt è un comune francese di 154 abitanti situato nel dipartimento dell'Aube nella regione del Grand Est.

## Società

### Evoluzione demografica
Abitanti censiti